# Julian Scheunemann
Julian Scheunemann (* 20. Juli 1973 in Heidelberg) ist ein deutscher Schauspieler.

## Leben
Julian Scheunemann spielte von 1993 bis 1998 bei Gute Zeiten, schlechte Zeiten Karl-Heinz „Charlie“ Fierek. Er schied durch den „Serientod“ aus, um sich auf seine Pilotenausbildung zu konzentrieren. Zudem spielte er neben der Ausbildung in Hamburg im Theaterstück Pension Schöller. Scheunemanns geplantes Engagement in dem Film Kasachstan Lady mit Tanja Szewczenko und Daniel Fehlow sorgte aufgrund des Ausstiegs seiten Scheunemanns wegen zu geringen Gehalts für Aufsehen.
Scheunemann lebt heute mit seiner Familie in Berlin und ist Pilot. Er erwarb kurz nach seinem Serienausstieg bei GZSZ die Berufsflieger-Lizenz.
Scheunemann hat einen Bruder und spielt gerne Schlagzeug. Auf Facebook veröffentlicht er Unterwasserfotografien.

## Filmografie
- 1993–1998: Gute Zeiten, schlechte Zeiten
- 1997–1998: Pension Schöller (Theaterstück am Berliner Theater am Kurfürstendamm und Winterhuder Fährhaus in Hamburg)
- 1999: In aller Freundschaft (Folge 1x33: Alle Menschen sind gleich)
- 2000: Dr. Stefan Frank – Der Arzt, dem die Frauen vertrauen (Folge: Drückerschwärze)